# Stenus papagonis
Stenus papagonis är en skalbaggsart som beskrevs av Thomas Casey. Stenus papagonis ingår i släktet Stenus och familjen kortvingar. Inga underarter finns listade i Catalogue of Life.